# Вадинское сельское поселение (Смоленская область)
Ва́динское се́льское поселе́ние — муниципальное образование в составе Сафоновского района Смоленской области России.
Административный центр — посёлок Вадино.

## История
Образовано Законом Смоленской области от 28 декабря 2004 года. Законом Смоленской области от 20 декабря 2018 года в его состав были включены все населённые пункты упразднённого Васильевского сельского поселения.
Главой поселения является Здесева Лилия Ивановна.

## Население
| 1995  | 1996  | 1997  | 1998  | 1999  | 2000  | 2001  |
| ----- | ----- | ----- | ----- | ----- | ----- | ----- |
| 1643  | ↘1513 | ↗1560 | ↗1568 | ↘1551 | ↘1362 | ↗1485 |
| 2002  | 2003  | 2004  | 2005  | 2006  | 2007  | 2011  |
| ↗1493 | ↘1334 | ↗1359 | ↘1312 | ↗1319 | →1319 | ↗2901 |
| 2012  | 2013  | 2014  | 2015  | 2016  | 2017  | 2018  |
| ↘2857 | ↘2843 | ↘2801 | ↗2802 | ↗2815 | ↘2783 | ↘2744 |
| 2019  | 2020  | 2021  |       |       |       |       |
| ↘2712 | ↗3015 | ↘2352 |       |       |       |       |

## Географические данные
- Общая площадь: 140,5 км²
- Расположение: северная часть Сафоновского района
- Граничит:
  - на севере — с Васильевским сельским поселением
  - на востоке и юге— с Беленинским сельским поселением
  - на юго-западе — с Дроздовским сельским поселением
  - на западе — с Рыбковским сельским поселением
  - на северо-западе — с Ярцевским районом
- По территории поселения проходит автомобильная дорога Сафоново — Вадино.
- По территории поселения проходит тупиковая железнодорожная ветка Дурово — Владимирский Тупик, имеются остановочные пункты: Вадино, Иванисино.
- Крупные реки: Вержа, Вопец.

## Экономика
Сельхозпредприятия, школа, магазины, исправительная колония.

## Населённые пункты
В состав поселения входят следующие населённые пункты:
| №  | Населённый пункт            | Тип     | Население |
| -- | --------------------------- | ------- | --------- |
| 1  | Афанаськово                 | деревня | 1         |
| 2  | Будка железной дороги 25 км | деревня | 0         |
| 3  | Вадино                      | посёлок | 1507      |
| 4  | Васильевское                | село    | 396       |
| 5  | Дроновка                    | деревня | 12        |
| 6  | Иванисово                   | деревня | 24        |
| 7  | Кузьмино                    | деревня | 4         |
| 8  | Левково                     | деревня | 15        |
| 9  | Лесное                      | село    | 292       |
| 10 | Лисичино                    | деревня | 2         |
| 11 | Неёлово                     | деревня | 9         |
| 12 | Обухово                     | деревня | 26        |
| 13 | Пирогово                    | деревня | 2         |
| 14 | Скрипенка                   | деревня | 0         |
| 15 | Яковская                    | деревня | 46        |